# Castelgomberto
Castelgomberto is een gemeente in de Italiaanse provincie Vicenza (regio Veneto) en telt 5837 inwoners (31-12-2004). De oppervlakte bedraagt 17,3 km², de bevolkingsdichtheid is 337 inwoners per km².
De volgende frazioni maken deel uit van de gemeente: Valle.

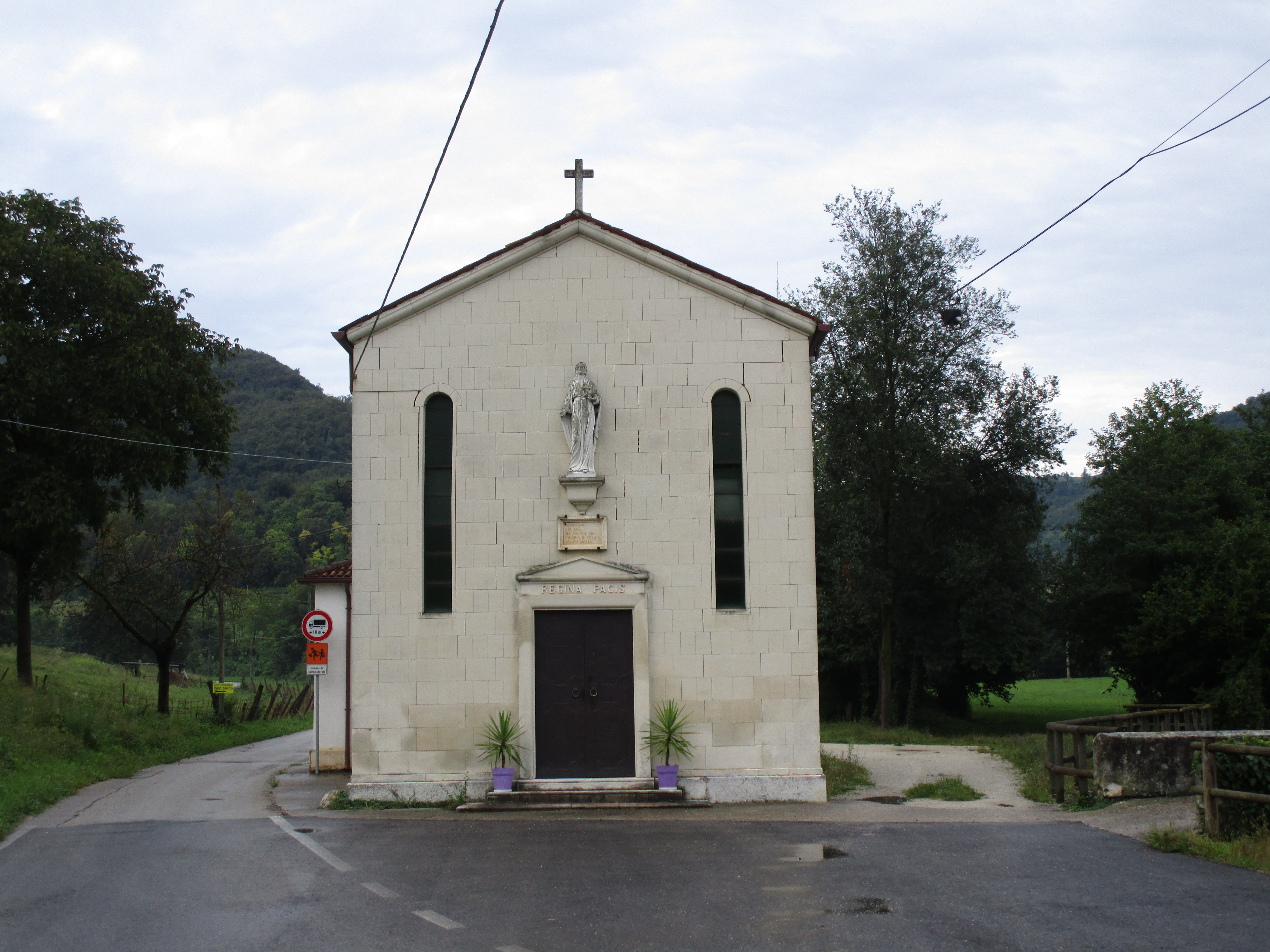
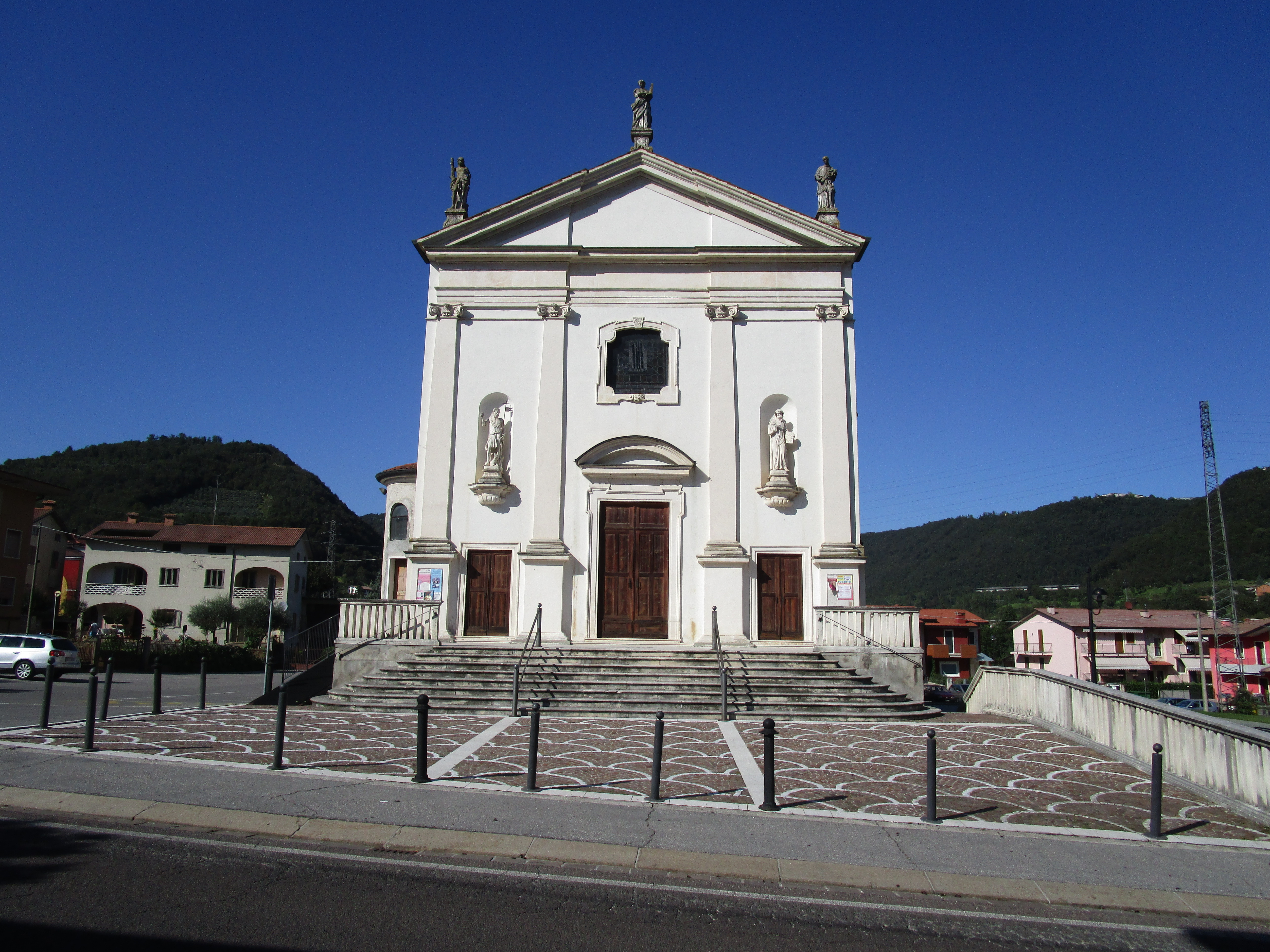

## Demografie
Castelgomberto telt ongeveer 2183 huishoudens. Het aantal inwoners steeg in de periode 1991-2001 met 16,7% volgens cijfers uit de tienjaarlijkse volkstellingen van ISTAT.
| Jaar | Inwoneraantal |
| ---- | ------------- |
| 1991 | 4697          |
| 2001 | 5482          |

## Geografie
De gemeente ligt op ongeveer 145 m boven zeeniveau.
Castelgomberto grenst aan de volgende gemeenten: Brogliano, Cornedo Vicentino, Gambugliano, Isola Vicentina, Malo, Montecchio Maggiore, Sovizzo, Trissino.